# Empire State of Mind
"Empire State of Mind" là một bài hát của rapper người Mỹ Jay-Z hợp tác với nghệ sĩ thu âm người Mỹ Alicia Keys nằm trong album phòng thu thứ 11 của anh, The Blueprint 3 (2009). Nó được phát hành như là đĩa đơn thứ ba trích từ album vào ngày 20 tháng 10 năm 2009 bởi Roc Nation và Atlantic Records. Bài hát được đồng viết lời bởi hai nghệ sĩ với Angela Hunte, Janet Sewell-Ulepic và nhà sản xuất của nó Al Shux, trong đó sử dụng đoạn nhạc mẫu từ bài hát năm 1968 "Love on a Two-Way Street", được viết lời bởi Sylvia Robinson và Bert Keyes. "Empire State of Mind" là một bản hip hop mang nội dung đề cập đến niềm hi vọng trong cuộc sống, và sử dụng hình ảnh lẫn nét đặc trưng từ những địa điểm khác nhau ở New York cũng như cuộc sống hằng ngày của những cư dân tại đây để mô tả bản chất của thành phố. Được dự định sẽ do Hunte hoặc Mary J. Blige thể hiện, nhưng Keys đã được chọn sau khi Jay-Z lắng nghe giai điệu dương cầm của bài hát, và cô cũng thu âm phần tiếp theo mang tên "Empire State of Mind (Part II) Broken Down" cho album phòng thu thứ tư của cô The Element of Freedom (2009).
Sau khi phát hành, "Empire State of Mind" nhận được những phản ứng tích cực từ các nhà phê bình âm nhạc, trong đó họ đánh giá cao sự trưởng thành trong âm nhạc của Jay-Z và chất giọng của Keys, cũng như quá trình sản xuất nó. Ngoài ra, bài hát còn gặt hái nhiều giải thưởng và đề cử tại những lễ trao giải lớn, bao gồm ba đề cử giải Grammy cho Thu âm của năm, Bài hát Rap xuất sắc nhất và Trình diễn rap/hát xuất sắc nhất tại lễ trao giải thường niên lần thứ 53, và chiến thắng hai giải sau. "Empire State of Mind" cũng tiếp nhận những thành công vượt trội về mặt thương mại với việc lọt vào top 10 ở hầu hết những quốc gia nó xuất hiện, bao gồm vươn đến top 5 ở Úc, Bỉ, Canada, Đan Mạch, Ireland, Ý, Hà Lan, Na Uy, Thụy Sĩ và Vương quốc Anh. Tại Hoa Kỳ, bài hát đạt vị trí số một trên bảng xếp hạng Billboard Hot 100 trong năm tuần liên tiếp, trở thành đĩa đơn quán quân thứ tư của hai nghệ sĩ, đồng thời là đĩa đơn đầu tiên của Jay-Z đứng đầu bảng xếp hạng dưới cương vị nghệ sĩ hát chính. Tính đến nay, nó đã bán được hơn 8 triệu bản trên toàn cầu, trở thành một trong những đĩa đơn bán chạy nhất mọi thời đại.
Video ca nhạc cho "Empire State of Mind" được đạo diễn bởi Hype Williams và ghi hình chủ yếu dưới phông nền đen trắng, trong đó bao gồm những cảnh Jay-Z và Keys hát ở nhiều khu vực khác nhau ở New York. Nó đã nhận được ba đề cử tại giải Video âm nhạc của MTV năm 2010 ở hạng mục Hợp tác xuất sắc nhất, Đạo diễn xuất sắc nhất và Kĩ thuật quay phim xuất sắc nhất, và chiến thắng một giải sau. Để quảng bá bài hát, hai nghệ sĩ đã trình diễn nó trên nhiều chương trình truyền hình và lễ trao giải lớn, bao gồm giải Video âm nhạc của MTV năm 2009, giải thưởng Âm nhạc Mỹ năm 2009 và giải Brit năm 2010, cũng như trong nhiều chuyến lưu diễn của họ. Kể từ khi phát hành, "Empire State of Mind" đã được hát lại và sử dụng làm nhạc mẫu bởi nhiều nghệ sĩ, như Jason Mraz, Ed Sheeran, LCD Soundsystem, Halestorm, Neil Patrick Harris, Audra McDonald, Lin-Manuel Miranda và dàn diễn viên của Glee, cũng như xuất hiện trong nhiều tác phẩm điện ảnh và truyền hình, bao gồm EastEnders, Gossip Girl, Men in Black 3, Sex and the City 2, The Simpsons và Step Up 3D.

## Danh sách bài hát
Tải kĩ thuật số
1. "Empire State of Mind" (hợp tác với Alicia Keys) (bản kiểm duyệt) – 4:36

Đĩa CD tại châu Âu
1. "Empire State of Mind" (hợp tác với Alicia Keys) (bản kiểm duyệt) – 4:36
2. "Jockin' Jay-Z" (bản kiểm duyệt) – 3:43

Đĩa CD maxi tại Đức
1. "Empire State of Mind" (hợp tác với Alicia Keys) (bản kiểm duyệt) – 4:36
2. "Jockin' Jay-Z" (bản kiểm duyệt) – 3:43
3. "Run This Town" (hợp tác với Rihanna và Kanye West) (trực tiếp từ Madison Square Garden, bản kiểm duyệt) – 6:22
4. "Jockin' Jay-Z" (bản kiểm duyệt) – 4:41

Đĩa 12" tại Hoa Kỳ
1. "Empire State of Mind" (hợp tác với Alicia Keys) (bản album kiểm duyệt) – 4:36
2. "Empire State of Mind" (hợp tác với Alicia Keys) (bản album chỉnh sửa) – 4:36

## Xếp hạng
| Bảng xếp hạng (2009-10)                  | Vị trí cao nhất |
| ---------------------------------------- | --------------- |
| Úc (ARIA)                                | 4               |
| Áo (Ö3 Austria Top 40)                   | 13              |
| Bỉ (Ultratop 50 Flanders)                | 4               |
| Bỉ (Ultratop 50 Wallonia)                | 4               |
| Canada (Canadian Hot 100)                | 3               |
| Cộng hòa Séc (Rádio Top 100)             | 25              |
| Đan Mạch (Tracklisten)                   | 2               |
| Châu Âu (European Hot 100 Singles)       | 3               |
| Phần Lan (Suomen virallinen lista)       | 9               |
| Pháp (SNEP)                              | 9               |
| Đức (Official German Charts)             | 11              |
| Hungary (Rádiós Top 40)                  | 12              |
| Ireland (IRMA)                           | 2               |
| Israel (Media Forest)                    | 2               |
| Ý (FIMI)                                 | 3               |
| Luxembourg Nhạc số (Billboard)           | 3               |
| Hà Lan (Dutch Top 40)                    | 2               |
| Hà Lan (Single Top 100)                  | 2               |
| New Zealand (Recorded Music NZ)          | 6               |
| Na Uy (VG-lista)                         | 5               |
| Romania (Romanian Top 100)               | 13              |
| Scotland (OCC)                           | 4               |
| Hàn Quốc (Gaon International Singles)    | 7               |
| Tây Ban Nha (PROMUSICAE)                 | 27              |
| Thụy Điển (Sverigetopplistan)            | 6               |
| Thụy Sĩ (Schweizer Hitparade)            | 4               |
| Anh Quốc (OCC)                           | 2               |
| Hoa Kỳ Billboard Hot 100                 | 1               |
| Hoa Kỳ Adult Pop Airplay (Billboard)     | 39              |
| Hoa Kỳ Hot R&B/Hip-Hop Songs (Billboard) | 1               |
| Hoa Kỳ Hot Rap Songs (Billboard)         | 1               |
| Hoa Kỳ Pop Airplay (Billboard)           | 5               |
| Hoa Kỳ Rhythmic (Billboard)              | 1               |

| Bảng xếp hạng                | Vị trí |
| ---------------------------- | ------ |
| US Billboard Hot 100         | 326    |
| US Billboard Hot 100 (Women) | 98     |

| Bảng xếp hạng (2009)                     | Vị trí |
| ---------------------------------------- | ------ |
| Australia (ARIA)                         | 64     |
| Australia Urban (ARIA)                   | 17     |
| Italy (FIMI)                             | 22     |
| Netherlands (Dutch Top 40)               | 38     |
| Netherlands (Single Top 100)             | 45     |
| Norway (VG-lista)                        | 27     |
| Sweden (Sverigetopplistan)               | 63     |
| Switzerland (Schweizer Hitparade)        | 91     |
| UK Singles (Official Charts Company)     | 30     |
| US Billboard Hot 100                     | 62     |
| US Hot R&B/Hip-Hop Songs (Billboard)     | 80     |
| Bảng xếp hạng (2010)                     | Vị trí |
| Australia (ARIA)                         | 19     |
| Australia Urban (ARIA)                   | 9      |
| Austria (Ö3 Austria Top 75)              | 47     |
| Belgium (Ultratop 50 Flanders)           | 32     |
| Belgium (Ultratop 40 Wallonia)           | 16     |
| Canada (Canadian Hot 100)                | 24     |
| Denmark (Tracklisten)                    | 48     |
| Europe (European Hot 100 Singles)        | 18     |
| Finland (Suomen virallinen lista)        | 5      |
| France (SNEP)                            | 52     |
| Germany (Official German Charts)         | 64     |
| Italy (FIMI)                             | 51     |
| Netherlands (Dutch Top 40)               | 18     |
| Netherlands (Single Top 100)             | 33     |
| New Zealand (Recorded Music NZ)          | 47     |
| Romania (Romanian Top 100)               | 68     |
| South Korea (Gaon International Singles) | 29     |
| Sweden (Sverigetopplistan)               | 93     |
| Switzerland (Schweizer Hitparade)        | 10     |
| UK Singles (Official Charts Company)     | 78     |
| US Billboard Hot 100                     | 21     |
| US Pop Songs (Billboard)                 | 34     |
| US Hot R&B/Hip-Hop Songs (Billboard)     | 49     |
| US Rhythmic (Billboard)                  | 15     |
| Bảng xếp hạng (2011)                     | Vị trí |
| France (SNEP)                            | 99     |
| Bảng xếp hạng (2012)                     | Vị trí |
| France (SNEP)                            | 105    |
| Bảng xếp hạng (2014)                     | Vị trí |
| South Korea (Gaon International Singles) | 116    |
| Bảng xếp hạng (2015)                     | Vị trí |
| South Korea (Gaon International Singles) | 62     |
| Bảng xếp hạng (2016)                     | Vị trí |
| South Korea (Gaon International Singles) | 53     |
| Bảng xếp hạng (2017)                     | Vị trí |
| South Korea (Gaon International Singles) | 95     |

## Chứng nhận
| Quốc gia | Chứng nhận  | Số đơn vị/doanh số chứng nhận |
| --- | ----------- | ----------------------------- |
| Úc (ARIA) | 3× Bạch kim | 210.000^                      |
| Áo (IFPI Áo) | Vàng        | 15.000*                       |
| Bỉ (BEA) | Bạch kim    | 0*                            |
| Đan Mạch (IFPI Đan Mạch) | Bạch kim    | 30.000^                       |
| Pháp (SNEP) | Vàng        | 150.000*                      |
| Đức (BVMI) | Bạch kim    | 500.000^                      |
| Ý (FIMI) | 2× Bạch kim | 60.000*                       |
| Nhật Bản (RIAJ) | Vàng        | 100.000^                      |
| New Zealand (RMNZ) | Bạch kim    | 15.000*                       |
| Hàn Quốc (Gaon Chart) | None        | 1,719,557                     |
| Anh Quốc (BPI) | Bạch kim    | 770,000                       |
| Hoa Kỳ (RIAA) | 3× Bạch kim | 5,513,000                     |
| Streaming |             |                               |
| Đan Mạch (IFPI Đan Mạch) | Vàng        | 900.000^                      |
| * Chứng nhận dựa theo doanh số tiêu thụ. ^ Chứng nhận dựa theo doanh số nhập hàng. ‡ Chứng nhận dựa theo doanh số tiêu thụ và phát trực tuyến. |             |                               |